# Lista di euroregioni
Lista di euroregioni. Da notare la differenza di nome anche della stessa regione nei paesi che vi partecipano.
| Nome Nome locale | Paesi                     | Nascita    |
| --- | ------------------------- | ---------- |
| Euroregione adriatica Jadranska euro-regija | AL, HR, IT, MNE, SLO, BiH | 30/06/2006 |
| Euroregione Alpi-Mediterraneo Eurorégion Alpes-Méditerranée                                                                                                   | FR, IT                    | 18/07/2007 |
| Arcipelago (islands) committee Interreg Saaristo Interreg Skärgården                                                                                          | FI, SE                    | 1978       |
| ARKO (Arvika/Kongsvinger) euroregion | NO, SE                    | 1978       |
| Euroregione baltica Euroregion Baltija Euroregion Bałtyk | DK, DE, LT, PL, RU, SE    | 1998       |
| Barents Euro-Artica Council Barentsrådet | FI, NO, RU, SE            | 1993       |
| Euroregione della Selva Bavarese e della Selva Boema Euroregio Bayerischer Wald-Böhmerwald/Šumava Euroregion Šumava-Bavorský les                              | AT, CZ, DE                | ?          |
| Euroregione della Belasica | BG, GR, MK                | 2003       |
| "BENEGO" (Belgisch-Nederlands Grensoverleg = Belgian-Dutch border consultation)                                                                               | BE, NL                    | ?          |
| Benelux-Middengebied euroregione | BE, NL, LU                | 1948       |
| Euroregione dei Monti Beschidi Euroregion Beskidy Euroregión Beskidy                                                                                          | CZ, PL, SK                | 2000       |
| Euroregione della foresta di Białowieża Euroregion Puszcza Białowieska                                                                                        | BY, PL                    | 2002       |
| Euroregione di Bornholm e della Scania sudoccidentale | DK, SE                    | 1980       |
| Euroregione del Bug | BY, PL, UA                | 1995       |
| Euroregione dei Carpazi Karpacki Euroregion Karpatský euroregión                                                                                              | HU, PL, RO, SK, UA        | 1993       |
| Central North committee Mittnordenkommittén | FI, NO, SE                | 1977       |
| Euroregione della TransManica Kent & Nord Pas-de-Calais/Belgium Region Transmanche                                                                            | BE, FR, UK                | ?          |
| Euroregione Danubio 21 | BG, RO                    | 1992       |
| Euroregione Danubio-Kris-Mures-Tibisco Duna - Körös - Maros - Tisza euroregion Euroregion Dunăre - Criş - Mureş - Tisa Evroregija Dunav - Kriš - Moriš - Tisa | HU, RO, CS                | 1997       |
| Euroregione di Dobrava | CZ, PL                    | 2001       |
| Euroregione East Sussex/Senna Marittima/Somme Rives-Manche Region                                                                                             | FR, UK                    | ?          |
| Euroregione Egrensis EuroRegio Egrensis | CZ, DE                    | ?          |
| Euroregione Elba/Labe EURORegion Elbe-Labe | CZ, DE                    | 1992       |
| Euroregione Ems-Dollart Ems-Dollart Region Eems-Dollard Regio                                                                                                 | DE, NL                    | 1977       |
| "EUREGIO" Euregion Gronau | DE, NL                    | 1958       |
| Euroregione Euromed | IT, FR, ES, GR, M, CY     | 21/10/2004 |
| Euroregione Glacensis Euroregion Pomezí Čech, Moravy a Kladska                                                                                                | CZ, PL                    | 1996       |
| Euroregione Galizia - Norte Euroregion Galicia - Norte | ES, PT                    | 2008       |
| Euroregione Helsinki-Tallinn | FI, EE                    | 1999       |
| Euroregione Inn-Salzach Inn-Salzach EuRegio | AT, DE                    | ?          |
| Euroregione valle dell'Inn | AT, DE                    | 1998       |
| Euroregione Regio Insubrica | CH, IT                    | 1995       |
| Conferenza internazionale del Lago di Costanza Internationale Bodenseekonferenz                                                                               | AT, CH, DE                | 1997       |
| Euroregione della Carelia | FI, RU                    | 2000       |
| Kvarken council Interreg Kvarken-MittSkandia Interreg Kvarken –MidtSkandia Interreg Merenkurkku-MittSkandia                                                   | FI, NO, SE                | 1972       |
| Euroregione Linguadoca-Rossiglione/Midi-Pirenei/Catalogna Languedoc-Roussillon/Midi-Pyrénées/Comunidad Autónoma de Catalunya                                  | ES, FR                    | 1998       |
| Euroregione Mesta-Nestos | BG, GR                    | 1997       |
| Euroregione Mosa-Reno Euregio Maas-Rhein Euregio Maas-Rijn Eurégion Meuse-Rhin                                                                                | BE, DE, NL                | 1976       |
| Euroregione Neiße Euroregion Neiße-Nisa-Nysa Nysa, Nisa, Neiße Euroregion                                                                                     | CZ, DE, PL                | 1991       |
| Euroregione Neman Niemen (Nieman) Euroregion Euroregion Nemunas                                                                                               | BY, LT, PL, RU            | 1997       |
| North Calotte Council Nordkalottrådet Pohjoiskalotin neuvosto                                                                                                 | FI, NO, SE                | 1971       |
| Euroregione dei Monti Metalliferi Euroregion Krušnohoří Euroregion Erzgebirge                                                                                 | CZ, DE                    | 1992       |
| Østfold-Bohuslän/Dalsland euroregion Østfold-Bohuslän/Dalsland Border Committee                                                                               | SE, NO                    | 1980       |
| Euroregione della Pomerania | DE, DK (proposto), PL, SE | 1995       |
| Euroregione Pomoraví - Záhorie - Weinviertel | AT, CZ, SK                | 1999       |
| Euroregione Praded Euroregion Praděd Euroregion Pradziad | CZ, PL                    | 1998       |
| Euroregione Pro Europa Oder | DE, PL                    | 1993       |
| Euroregione Nova Rezia Nova Raetia | AT, CH                    | ?          |
| Euroregione Reno-Waal Euregio Rhein-Waal Euregio Rijn-Waal | DE, NL                    | 1973       |
| Euroregione Reno-Mosa-Nord Euregio Rhein-Maas-Nord Euregio Rijn-Maas-Noord                                                                                    | DE, NL                    | 1978       |
| Euroregione Saar-Lorena-Lussemburgo-Reno | DE, FR, LU                | 1995       |
| Euroregione Salisburgo-Berchtesgadener Land-Traunstein | AT, DE                    | 1993       |
| Euroregione Scheldemond Conseil de l'Estuaire de l'Escaut | BE, FR, NL                | 1989       |
| Euroregione della Slesia Euroregion Tešínské Slezsko Euroregion Śląsk Cieszynski                                                                              | CZ, PL                    | 1998       |
| Euroregione Silva Nortica Euroregion Silva Nortica / Jihočeská Silva Nortica                                                                                  | AT, CZ                    | 2002       |
| Euroregione Sprea-Neiße-Bóbr Sprewa-Nysa-Bóbr Euroregion | DE, PL                    | 1992       |
| Euroregione dei Monti Tatra Euroregion Tatry Euroregión Tatry                                                                                                 | PL, SK                    | 1994       |
| Consiglio del Tornedalen The Tornedalen Council Tornedalsrådet Tornionlaakson neuvosto                                                                        | FI, SE                    | 1987       |
| Euroregione TriRhena Regio TriRhena | CH, DE, FR                | 1995       |
| Euroregione Euregio Tirolo-Alto Adige-Trentino Euroregion Tirol-Südtirol/Alto Adige-Trentino                                                                  | AT, IT                    | 1998       |
| Euroregione Via Salina Ausserfern and Kleinwalsertal/Bregenzerwald Euregio                                                                                    | AT, DE                    | 1997       |
| Euroregione Pannonia occidentale | AT, HU                    | 1998       |
| Euroregione dei Carpazi Bianchi Euroregion Bílé Karpaty Euroregión Biele Karpaty                                                                              | CZ, SK                    | 2000       |
| Euroregione Zugspitze-Wetterstein-Karwendel | AT, DE                    | 1998       |